# Сана-Лука
Сана-Лука (хорв. Sana-Luka) — административно-территориальная единица Независимого государства Хорватия, что возникла 1 августа 1941 года на территории современной Боснии и Герцеговины во время Второй мировой войны. К 5 июля 1944 года называлась Сана и Лука. Её административным центром была Баня-Лука.
Гражданской администрацией в большой жупании руководил большой жупан, которого назначал диктатор Анте Павелич. Эту должность занимал хорватский адвокат д-р Петар Гвоздич.
Большая жупания делилась на районы, которые назывались «котарские области» (хорв. Kotarske oblasti) и совпадали по имени с их административными центрами:
- Баня-Лука,
- Ключ,
- Которишче (Котор-Варош),
- Приедор,
- Сански-Мост.

Некоторые административные образования имели статус «котарская испостава» (хорв. Kotarska ispostava):
- Козарац,
- Лушци-Паланка.

Кроме того, в отдельную административную единицу был выделен город Баня-Лука.